# Armistice (album)
Pour les articles homonymes, voir Armistice.
 (mars 2017).
Si vous disposez d'ouvrages ou d'articles de référence ou si vous connaissez des sites web de qualité traitant du thème abordé ici, merci de compléter l'article en donnant les références utiles à sa vérifiabilité et en les liant à la section « Notes et références ».
Albums de MuteMath
Spotlight EP
(2009) Odd Soul
(2011)
Singles
1. Spotlight
Sortie : 10 février 2009
2. The Nerve
Sortie : Juin 2009
3. Backfire
Sortie : Septembre 2009

Armistice est le deuxième album studio complet du groupe de post-rock alternatif américain MuteMath, sorti en 2009.

## Liste des titres
Toutes les chansons sont écrites et composées par Paul Meany, Dennis Herring et Tedd Tjornhom.
| 1.    | The Nerve        | 2:58 |
| 2.    | Backfire         | 3:22 |
| 3.    | Clipping         | 4:05 |
| 4.    | Spotlight        | 3:21 |
| 5.    | No Response      | 4:01 |
| 6.    | Pins and Needles | 4:05 |
| 7.    | Goodbye          | 4:09 |
| 8.    | Odds             | 3:01 |
| 9.    | Electrify        | 3:49 |
| 10.   | Armistice        | 3:54 |
| 11.   | Lost Year        | 3:13 |
| 12.   | Burden           | 9:06 |
| 49:03 |                  |      |

| Édition digitale - Titre bonus iTunes | Édition digitale - Titre bonus iTunes | Édition digitale - Titre bonus iTunes | Édition digitale - Titre bonus iTunes | Édition digitale - Titre bonus iTunes | Édition digitale - Titre bonus iTunes | Édition digitale - Titre bonus iTunes | Édition digitale - Titre bonus iTunes | Édition digitale - Titre bonus iTunes | Édition digitale - Titre bonus iTunes |
| No                                    | Titre                                 | Durée                                 |                                       |                                       |                                       |                                       |                                       |                                       |                                       |
| ------------------------------------- | ------------------------------------- | ------------------------------------- | ------------------------------------- | ------------------------------------- | ------------------------------------- | ------------------------------------- | ------------------------------------- | ------------------------------------- | ------------------------------------- |
| 13.                                   | Architecture                          | 4:22                                  |                                       |                                       |                                       |                                       |                                       |                                       |                                       |
| 53:25                                 |                                       |                                       |                                       |                                       |                                       |                                       |                                       |                                       |                                       |

| Titre et vidéo bonus - Édition Japon (5 août 2009) | Titre et vidéo bonus - Édition Japon (5 août 2009) | Titre et vidéo bonus - Édition Japon (5 août 2009) | Titre et vidéo bonus - Édition Japon (5 août 2009) | Titre et vidéo bonus - Édition Japon (5 août 2009) | Titre et vidéo bonus - Édition Japon (5 août 2009) | Titre et vidéo bonus - Édition Japon (5 août 2009) | Titre et vidéo bonus - Édition Japon (5 août 2009) | Titre et vidéo bonus - Édition Japon (5 août 2009) | Titre et vidéo bonus - Édition Japon (5 août 2009) |
| No                                                 | Titre                                              | Durée                                              |                                                    |                                                    |                                                    |                                                    |                                                    |                                                    |                                                    |
| -------------------------------------------------- | -------------------------------------------------- | -------------------------------------------------- | -------------------------------------------------- | -------------------------------------------------- | -------------------------------------------------- | -------------------------------------------------- | -------------------------------------------------- | -------------------------------------------------- | -------------------------------------------------- |
| 13.                                                | Clockwork                                          | 4:44                                               |                                                    |                                                    |                                                    |                                                    |                                                    |                                                    |                                                    |
| Video.                                             | Spotlight (Music Video)                            | 3:21                                               |                                                    |                                                    |                                                    |                                                    |                                                    |                                                    |                                                    |
| 53:47                                              |                                                    |                                                    |                                                    |                                                    |                                                    |                                                    |                                                    |                                                    |                                                    |

| Titres bonus - Édition limitée Enhanced Japon (5 août 2009) | Titres bonus - Édition limitée Enhanced Japon (5 août 2009) | Titres bonus - Édition limitée Enhanced Japon (5 août 2009) | Titres bonus - Édition limitée Enhanced Japon (5 août 2009) | Titres bonus - Édition limitée Enhanced Japon (5 août 2009) | Titres bonus - Édition limitée Enhanced Japon (5 août 2009) | Titres bonus - Édition limitée Enhanced Japon (5 août 2009) | Titres bonus - Édition limitée Enhanced Japon (5 août 2009) | Titres bonus - Édition limitée Enhanced Japon (5 août 2009) | Titres bonus - Édition limitée Enhanced Japon (5 août 2009) |
| No                                                          | Titre                                                       | Durée                                                       |                                                             |                                                             |                                                             |                                                             |                                                             |                                                             |                                                             |
| ----------------------------------------------------------- | ----------------------------------------------------------- | ----------------------------------------------------------- | ----------------------------------------------------------- | ----------------------------------------------------------- | ----------------------------------------------------------- | ----------------------------------------------------------- | ----------------------------------------------------------- | ----------------------------------------------------------- | ----------------------------------------------------------- |
| 13.                                                         | Clockwork                                                   | 4:44                                                        |                                                             |                                                             |                                                             |                                                             |                                                             |                                                             |                                                             |
| 14.                                                         | Valium                                                      | 4:27                                                        |                                                             |                                                             |                                                             |                                                             |                                                             |                                                             |                                                             |
| 15.                                                         | Armistice (2nd Line version, featuring Rebirth Brass Band)  | 3:37                                                        |                                                             |                                                             |                                                             |                                                             |                                                             |                                                             |                                                             |
| 62:08                                                       |                                                             |                                                             |                                                             |                                                             |                                                             |                                                             |                                                             |                                                             |                                                             |

## Crédits

### Membres du groupe
- Paul Meany : chant, claviers, piano, keytar
- Darren King (en) : batterie, percussion
- Roy Mitchell-Cárdenas (en) : basse, chant
- Greg Hill : guitare, chant

### Équipes technique et production
- Producteur : Dennis Herring
- Producteur (additionnel) : MuteMath
- Producteurs délégués : Kevin Kookogey, Perry Watts-Russell
- Ingénieurs : Csaba Petocz, Darrell Lehman, Sean Schultz
- Ingénieurs (assistants) : Ben Treimer, Kip Smith, Rebecca Worrel
- Mastering : Richard Dodd
- Artwork : Boyd Dupree
- Photographie : Jon Morgan